# 南洋华侨筹赈祖国难民总会
南洋华侨筹赈祖国难民总会，简称“南侨总会”，是华侨领袖陈嘉庚于1938年10月10日在新加坡成立的跨国组织。该会的成立主要是支持中国抗日。

## 成立背景
1937年8月13日，日军进攻中国上海的消息传到东南亚后，陈嘉庚率先在英属新加坡发起组织华侨筹赈祖国伤兵难民大会委员会(华筹赈会)，号召中国侨胞捐款救国。南洋各地华侨相继组织筹赈会、慈善会，筹款纾难。隔年，印度尼西亚华侨领袖庄西言和菲律宾华侨领袖李清泉联合致函陈嘉庚，倡议建立一个南洋华侨抗日救亡斗争的最高组织，并将此设想函达重庆中国国民党政府。同年7月，行政院电请陈嘉庚负责组织总机关，他即登报邀请香港、英属马来亚联合邦、缅甸、北婆罗洲、荷属爪哇、苏门答腊、南婆罗洲、西里伯、菲律宾、越南及泰国等45个商埠的华侨筹赈会、慈善会、商会，派出代表到新加坡参加南洋华侨筹赈祖国代表大会。
10月10日，168名来自各国的华侨代表出席大会，并且决定成立南洋华侨筹赈祖国难民总会，总会办事处设在新加坡，由陈嘉庚出任总会主席，庄西言、李清泉为副主席。

## 事迹
南侨总会成立之际，大会发表宣言指出：“中国之抗战实为御侮而战，保障世界和平而战。号召全体侨胞各尽所能，各竭所有，自策自鞭，自励自勉，踊跃慷慨，贡献于国家”。《南侨总会通告第一号》又提出“焦土抗战、全面抗战和长期抗战”口号，作为全体侨胞努力的目标。
该会在各地的分支机构达85处。此后华侨筹赈工作在全南洋形成广泛的群众运动。陈嘉庚带头认常月捐2000元，南洋各地华侨积极响应。
根据统计在1938-1939年内，该会捐款额已达1.4亿元之多。在该会领导下，东南亚地区各界华侨组成“抗敌救国会”，走上街头宣传抵制日货的意义，到处张贴“制裁奸商办法”的告示，大规模抵制日货运动开展了。此外，日商工厂的华工纷纷举行罢工，迫使厂家停业减产，而该会则会协助解决罢工后华工解决生活困难。
陈嘉庚受国民党政府的“西南运输公司”的委托，该会发函至各地筹赈会及在报上登广告，号召华侨回国服务，组织南洋华侨回国机工服务团。从1939年至1942年间，已有3200人参与其中。1945年8月15日，日本终于宣布投降，数据也显示在归国抗战期间，有约1028名技工在公路上因疟疾、轰炸以及山路险峻而殉职。抗战成功后，有1126名机工回返了南洋，而1072人着滞留中国云南。